# Paolo Serini
Paolo Serini (Vicenza, 29 luglio 1900 – Torino, 14 febbraio 1965) è stato un francesista e traduttore italiano.

## Biografia
Nato a Vicenza, diciottenne s'arruolò volontario nel Regio Esercito Italiano per combattere nella prima guerra mondiale: questa decisione si rivelò capitale per la sua formazione e per lo sviluppo delle sue idee sia politiche che sociali. Trasferitosi a Napoli per ragioni di studio, si laureò in letteratura francese portando una tesi su Henri Bergson e, nel frattempo, si avvicinò agli scritti di Benedetto Croce. Una volta laureato divenne professore di storia e filosofia, e si trasferì a Cremona per insegnare nel locale liceo classico. Con l'avvento del fascismo Serini conservò le sue idee liberali e divenne un sostenitore dell'antifascismo: fece parte del Comitato di Liberazione Nazionale e collaborò attivamente alla creazione de Il Risorgimento liberale, giornale di opposizione al regime. Processato al Tribunale speciale per la difesa dello stato per la sua attività di dissidente, fu incarcerato a Bergamo e a Cremona. Terminata la guerra e caduto definitivamente il regime fascista, Serini poté riprendere le proprie attività didattiche e giornalistiche: divenne infatti redattore capo e poi direttore del quotidiano L'Opinione, e iniziò una intensa collaborazione sia con il quotidiano torinese La Stampa che con la rivista Il Mondo. Lavorò anche per la casa editrice Einaudi, per la quale pubblicò traduzioni e saggi sulla letteratura francese, curando raccolte e volumi di autori come Marcel Proust, Voltaire, Cartesio e Blaise Pascal. Si occupò anche di raccogliere le lettere dal fronte di Adolfo Omodeo. Ebbe una figlia, Maria Livia. Serini morì la mattina del 14 febbraio 1965 a Torino, affetto da una grave malattia che già da tempo lo aveva costretto ad abbandonare le proprie consuete attività.

## Opere

### Curatele
- Luc de Clapiers de Vauvenargues, Riflessioni e massime, Firenze, Sansoni, 1923 (anche traduzione)
- Vincenzo Gioberti, Pagine scelte, Milano, Mondadori, 1928
- Cartesio, Meditazioni metafisiche ed estratti dalle obbiezioni e risposte, Milano, Mondadori, 1929 (anche traduzione)
- Émile Boutroux, Scienza e religione nella filosofia contemporanea, Milano, Mondadori, 1933 (anche traduzione)
- Henri Bergson, L'evoluzione creatrice, Milano, Mondadori, 1935
- Cartesio, Discorso sul metodo, Milano, Mondadori, 1941 (anche traduzione)
- Blaise Pascal, Opuscules et lettres, Milano, Edizioni di Uomo, 1946
- Gustave Flaubert, Lettere, Torino, Einaudi, 1949
- Stendhal, Lucien Leuwen, Torino, Einaudi, 1956 (anche traduzione)
- Marcel Proust, Giornate di lettura, Torino, Einaudi, 1958 (anche traduzione)
- Voltaire, Scritti filosofici, Bari, Laterza, 1962
- Marcel Proust, Alla ricerca del tempo perduto, Torino, Einaudi, 1963 (7 voll.)
- Blaise Pascal, Le provinciali, Bari, Laterza, 1963 (anche traduzione)
- Blaise Pascal, Pensieri, Torino, Einaudi, 1966 (anche traduzione)
- Paul Hazard, La crisi della coscienza europea, Milano, Il saggiatore, 1968
- Benjamin Constant, Diari, Torino, Einaudi, 1969 (anche traduzione)

### Saggi
- Emilio Boutroux, Napoli, Perrella, 1922
- Bergson e lo spiritualismo francese del secolo 19., Genova, Perrella, 1923
- Pascal, Torino, Einaudi, 1942
- Il triennio dell'Unità (1859-1861), Firenze, La Nuova Italia, 1960 (con Franco Antonicelli)

### Traduzioni
- Louis Villat, La Rivoluzione Francese e l'Impero napoleonico, Torino, Einaudi, 1940; Bologna, Res Gestae, 2017.
- Bertrand de Jouvenel, Il potere: storia naturale del suo sviluppo, Milano, Rizzoli, 1947
- Gustave Glotz, La città greca, Torino, Einaudi, 1948
- Marcel Proust, La prigioniera, Torino, Einaudi, 1950
- Léon Robin, Storia del pensiero greco, Torino, Einaudi, 1951
- Georges Lefebvre, La Rivoluzione Francese, Torino, Einaudi, 1958
- Alfred Loisy, Le origini del Cristianesimo, Milano, Il Saggiatore, 1964